# Principe Channel
Het Principe Channel is een zeestraat in het westen van Brits-Columbia in Canada.

## Geografie
De zeestraat heeft een lengte van ongeveer 70 kilometer. Ze ligt tussen McCauley Island en Pitt Island in het noordoosten en Banks Island in het zuidwesten. Ten noordwesten mondt het kanaal via de Browning Entrance uit in de Hecate Strait. Ongeveer halverwege komt vanuit het noorden het Petrel Channel op de zeestraat uit. In het zuidoosten gaat de zeestraat over in de Nepean Sound.
Het waterlichaam ligt in de mariene ecoregio Noord-Amerikaans Pacifisch Fjordland.